# Gert Z. Nordström

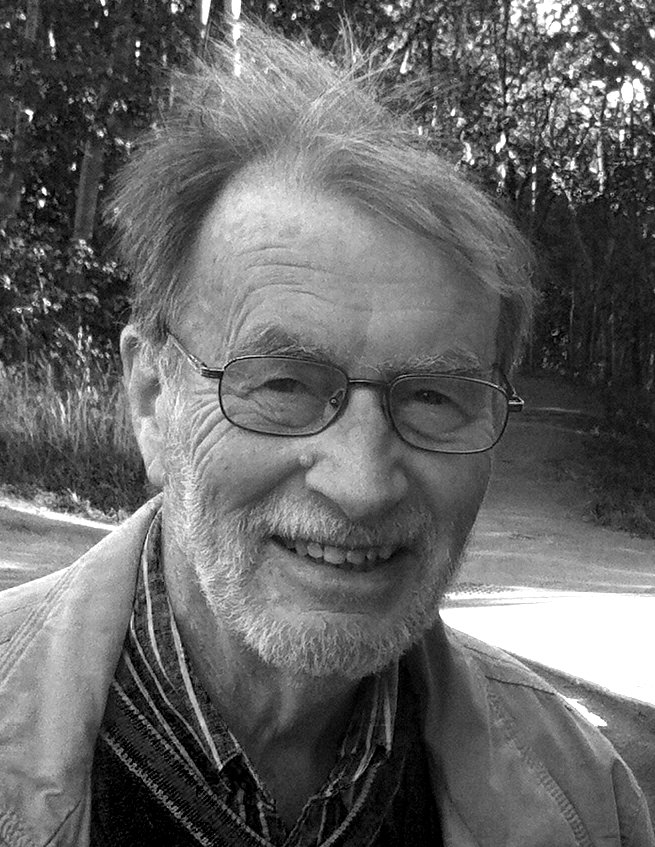
Gert Z. Nordström, 2015.

Gert Z. Nordström, egentligen Gert Sivert Nordström, född 10 maj 1931 i Göteborg, är en svensk konstnär och professor i bildpedagogik vid Konstfack och föreståndare för dess bildlärarutbildning 1968–1984. Efter pensioneringen 1996 har han varit adjungerad professor i medie- och kommunikationsvetenskap vid Högskolan i Jönköping, i informationsdesign vid Mälardalens högskola och professor i bildpedagogik vid HDK vid Göteborgs universitet. 

## Biografi
Nordström studerade konst för Nils Wedel vid Slöjdföreningens skola 1951–1954 och för Endre Nemes och Torsten Renqvist vid Valands målarskola 1954–1958. Han debuterade i Göteborgs konstförenings Decemberutställning på Göteborgs konsthall med landskapsmålningar och stilleben i olja och gouache 1952. Separat debuterade han med en utställning i Falkenberg 1959. Tillsammans med Åke Nilsson, Bo Sällström och Poul Torjusen gav han 1959 ut grafikportföljen Inom staden där han svarade för två av åtta blad. Som konstnär är Nordström representerad vid bland annat Moderna museet. Nordström har haft en avgörande betydelse för framväxten av ett nytt bildämne i den svenska  grund- och gymnasieskolan.  Han har sedan studietiden varit verksam som bildforskare och lärare. 1968 utsågs han av regeringen till biträdande rektor för Konstfackskolan och föreståndare för Teckningslärarinstitutet. Han har även gjort avtryck som författare och kulturskribent vid Dagens Nyheter, Aftonbladet, Paletten och Konstperspektiv. 1990 installerades han som Sveriges förste professor i bildpedagogik vid Konstfack. 2012 promoverades han till hedersdoktor vid den konstnärliga fakulteten vid Göteborgs universitet.
Nordströms ambition som forskare har varit att ur semiotiken skapa bildspråkliga verktyg och utveckla ett nytt användbart teckenbegrepp. Han menar att bilden kan användas som undersökande verktyg i erövrandet av ny kunskap. I Bilden, skolan och samhället (1970)
utvecklade han och C. Romilson en kritisk bildanalytisk metodik med samhällsanknytning utifrån en polariserande pedagogik. Till hans senaste publikationer hör "Det kreativa ögat" med Bengt Lindgren (2009), "Konst, bilder, pedagogik eller Gossen som inte ville sluta skolan"
(2011) och "Bilders innehåll" (2016) där han bland annat diskuterar det svenska måleriet och svensk konst- och bildpedagogik under 150 år.

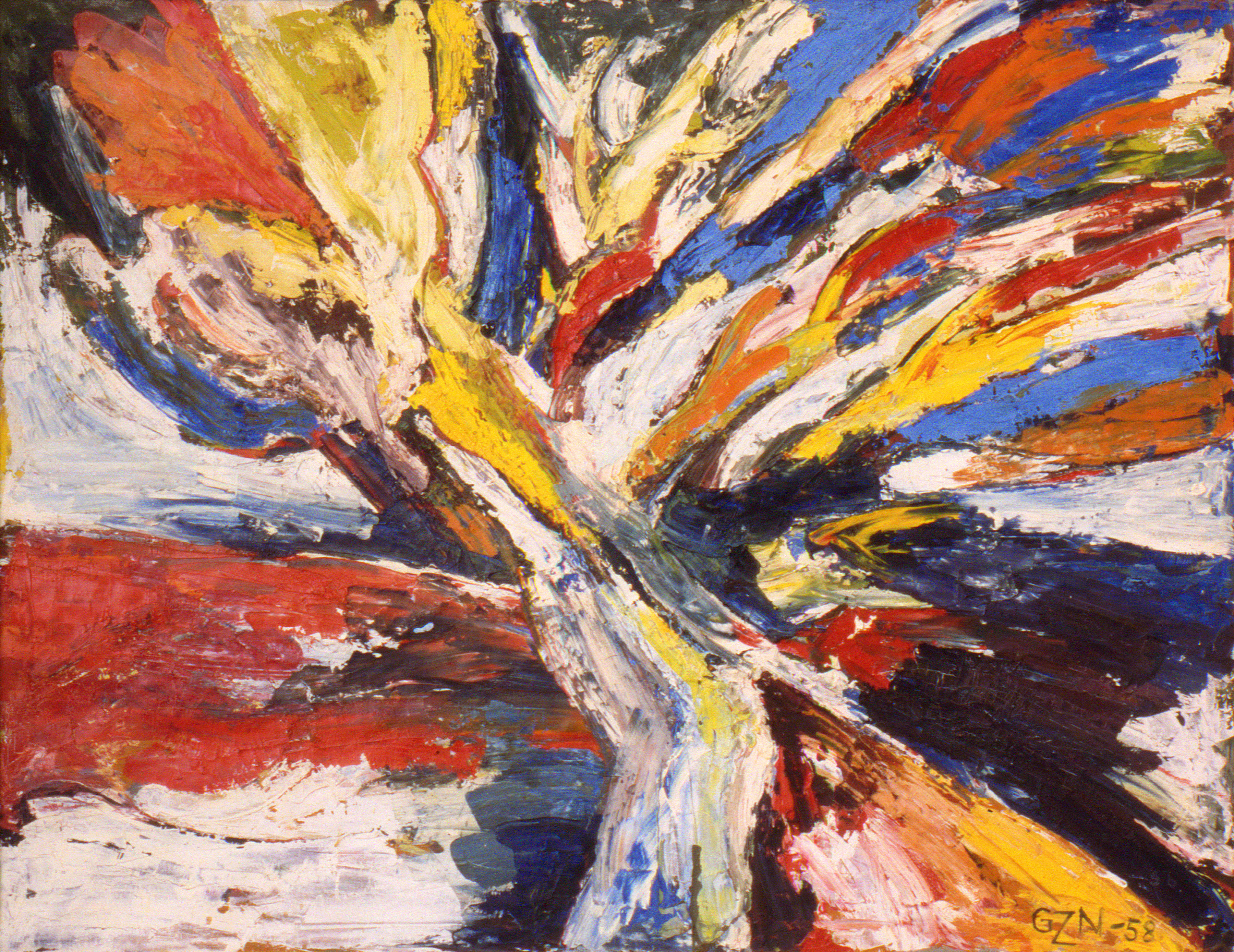
Atombomben – olja på duk

Han är gift med textilkonstnären Anna Catarina Åfeldt och far till Niklas Nordström, Martin Nordström, Jockum Nordström och Rebecka Nordström Graf.